# Erevã
Erevã (em arménio: Երեւան; romaniz.: Erevan;  [jɛɾɛˈvɑn] (ajuda·info)) é a capital e maior cidade da Armênia, além de uma das cidades mais antigas continuamente habitadas do mundo. Localizada ao longo do rio Razdã, Erevã é o centro administrativo, cultural, e industrial do país. É a capital desde 1918, a décima terceira da história da Armênia, e a sétima localizada dentro ou em volta da planície de Ararate.
A história de Erevã remonta-se ao século VIII a.C., com a fundação da fortaleza de Erebuni em 782 a.C., no reinado de Arguisti I, no extremo oeste da planície de Ararate. Erebuni foi descrita como um "grande centro religioso e administrativo, uma capital inteiramente real." De 1736 a 1828, durante o domínio iraniano sobre a Armênia Oriental, foi o centro do canato de Erevã. Em 1828, tornou-se parte do Império Russo, junto com o resto da Armênia Oriental, após a Guerra russo-persa de 1826–1828. Após a Primeira Guerra Mundial, Erevã tornou-se a capital da Primeira República da Armênia após o influxo de milhares de sobreviventes do genocídio armênio no Império Otomano. A cidade teve uma rápida expansão no decorrer do século XX, parte da história na qual a Armênia fazia parte da União Soviética. De uma cidade provincial do Império Russo, em poucas décadas, Erevã transformou-se no principal centro cultural, artístico e industrial da Armênia, bem como a sede do governo nacional.
Com o crescimento da economia do país, Erevã vem experimentando uma grande transformação, com muitas partes da cidade recebendo novas construções e empreendimentos desde o início da década de 2000, com a multiplicação de outlets, restaurantes, mercados e cafés, que eram raros no período soviético.
A população oficial de Erevã é de 1 060 138 habitantes (2011), cerca de 35% da população total do país. Segundo a estimativa oficial para 2016, a população atual da cidade é de 1 073 700 habitantes.
Erevã foi nomeada a Capital Mundial do Livro de 2012 pela UNESCO.

## História
Os vestígios arqueológicos indicam que foi fundada, em 782 a.C., uma fortaleza urartiana chamada Erebuni (Էրեբունի) por ordens do rei Arguisti I. A Fortaleza de Erebuni era uma sentinela contra os ataques bárbaros a partir do norte do Cáucaso.
Erevã é, assim, uma das mais antigas cidades do mundo dentre as ainda habitadas. Tornou-se uma cidade importante devido à sua localização estratégica no meio das rotas de caravanas entre a Europa e a Índia. Tem a atual designação pelo menos desde o século VII, quando era a capital da Arménia sob soberania persa.
Devido à sua localização, Erevã foi constantemente disputada entre a Pérsia e os otomanos, tendo mudado de mãos inúmeras vezes. A cidade constituiu um canato entre 1604 e 1828 e esteve alternadamente sob domínio da Pérsia e da Turquia. Em 1827, foi conquistada pela Rússia e formalmente cedida pela Pérsia em 1828. Depois da Revolução russa de 1917, foi, durante três anos, a capital da Arménia independente. A partir de 1920, tornou-se capital da República Socialista Soviética Arménia, dentro da União Soviética. Com o fim da União Soviética em 1991, tornou-se a capital da atual República da Arménia.

## Cultura
Erevã é o centro industrial, cultural e científico da região do Cáucaso. É em Erevã, por exemplo, que fica a mais importante universidade da Arménia, a Universidade Estadual de Erevã (1920), além da Academia de Ciências da Arménia, um museu histórico, uma casa de óperas, um conservatório e outros diversos institutos técnicos.
Os arquivos de Matenadaran possuem um rico acervo de manuscritos de origem arménia, grega, hebraica, romana, persa e síria. Erevã tem um grande número de bibliotecas públicas, museus, teatros, jardins botânicos e zoológicos. É também um grande entroncamento ferroviário e o maior centro de comércio agrícola da região. As indústrias de Erevã produzem metais, ferramentas para máquinas, equipamentos elétricos, químicos, tecidos e produtos alimentícios em geral.
As duas principais atrações turísticas são as ruínas da Fortaleza de Erebuni e de uma fortaleza romana. O Aeroporto Zvartnots serve a cidade.

## Economia

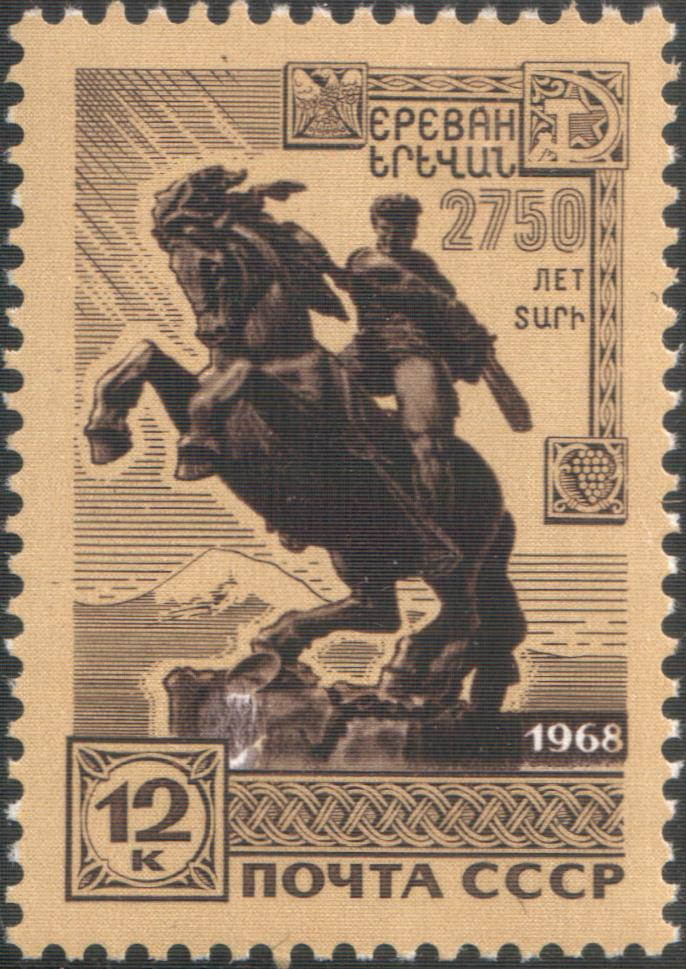
Selo soviético comemorativo dos 2750 anos de Erevã

Erevã não é somente sede de empresas arménias, mas também como de empresas transnacionais, devido à sua posição estratégica entre Europa e Ásia. O Banco Nacional da Arménia e a Bolsa de Valores do país e a sede de grandes bancos mundiais funcionam em Erevã.

### Desenvolvimento
Recentemente, a cidade passa por uma grande processo de remodelamento onde apartamentos de estilo soviético são demolidos e trocados por modernos edifícios. Apesar disso, o projeto não é bem-visto pela oposição, bem como por alguns residentes.[carece de fontes?]

## Distritos
Erevã é dividida em vários distritos, cada um comandado por um líder eleito.
- Ajapnyak
- Arabkir
- Avan
- Davtashen
- Erebuni
- Kentron
- Malátia-Sebastia
- Nor-Nork
- Nork-Marash
- Nubarashen
- Qanaqer-Zeytun
- Shengavit

## Cidades-irmãs
Atualmente, Erevã tem 25 cidades-irmãs:
| - Antananarivo, Madagáscar - Atenas, Grécia - Beirute, Líbano - Bratislava, Eslováquia - Cambridge, EUA - Carrara, Itália - Quixinau, Moldávia - Damasco, Síria - Florença, Itália - Ispaã, Irã - Quieve, Ucrânia - Los Angeles, Califórnia, EUA - Lião, França | - Marselha, França - Minsque, Bielorrússia - Montreal, Quebeque, Canadá - Moscou, Rússia - Odessa, Ucrânia - Podgorica, Montenegro - Rostov do Don, Rússia - São Paulo, Brasil - São Petersburgo, Rússia - Stavropol, Rússia - Tbilisi, Geórgia - Volgogrado, Rússia |